# Chiesa di San Michele Arcangelo (Valvasone Arzene)
La chiesa arcipretale di San Michele Arcangelo è la parrocchiale di Arzene, frazione del comune sparso di Valvasone Arzene, in provincia di Pordenone e diocesi di Concordia-Pordenone; fa parte della forania di Spilimbergo.

## Storia
In origine la villa di Arzene dipendeva dalla pieve di San Giorgio della Richinvelda, ma nel 1335 confluì nella parrocchia di Valvasone, per poi affrancarsene nel 1359.
La primitiva parrocchiale arzenese era la chiesetta di Santa Margherita, che nel Quattrocento venne sostituita in questo ruolo dalla nuova chiesa di San Michele Arcangelo; quest'ultima, sebbene sorta nel XV secolo, fu consacrata molto più tardi, il 15 giugno 1600.
La prima pietra della nuova parrocchiale venne posta nel 1953; l'edificio, disegnato dall'architetto Luigi Candiani, fu portato a compimento nel 1954 e consacrato il 1º dicembre 1957.
Negli anni ottanta si provvide a costruire la cappella feriale; nel 1983 venne eretto il campanile e nel 1989 fu ritinteggiata la facciata.
La chiesa venne adeguata alle disposizioni postconciliari nel 2001 mediante l'aggiunta dell'ambone e dell'altare rivolto verso l'assemblea.

## Descrizione

### Esterno
La facciata a salienti della chiesa, che volge a sudest, presenta centralmente il portale d'ingresso, sormontato da un timpano triangolare, ed è scandita da quattro lesene sorreggenti degli archi a tutto sesto, nei quali sono inscritte tre finestre rettangolari; il prospetto principale è coronato dal frontone e le due ali laterali da volute.
A pochi metri dalla parrocchiale si erge il moderno campanile a base quadrata, la cui cella presenta su ogni lato due finestroni che si aprono su altrettanti registri ed è coperta dal tetto a quattro falde.

### Interno
L'interno dell'edificio, in stile neoclassico e coperto dal soffitto a cassettoni, è suddiviso in tre navate da colonne sorreggenti archi a tutto sesto; al termine dell'aula si sviluppa il presbiterio, rialzato di alcuni gradini, voltato a crociera e chiuso dall'abside di forma semicircolare.
Qui sono conservate diverse opere di pregio, tra le quali l'altare maggiore, costruito nel 1689, il fonte battesimale, realizzato nel 1543, e l'acquasantiera, eseguita dalla scuola del Pilacorte.